# Racing Engineering
Racing Engineering fue una escudería de automovilismo española fundada en 1999 por Alfonso de Orleáns-Borbón. Su sede se encuentra al sur de España, en la localidad de Sanlúcar de Barrameda, cerca del Circuito de Jerez de la Frontera. La escudería ha competido en las 24 Horas de Le Mans, la World Series by Nissan, el Campeonato de España de Fórmula 3 y en la GP2 Series (ahora llamada Campeonato de Fórmula 2 de la FIA), donde obtuvo en dos ocasiones la victoria en el campeonato de pilotos en el año 2008 y 2013, con Giorgio Pantano y Fabio Leimer, respectivamente. 

## Historia

### Inicios
En el año 2000 junto a Meycom y con la sede en Madrid participó en las 24 Horas de Le Mans con el mismo Porsche 911 GT3-R con el que Alfonso había competido el año anterior en el Campeonato de España de GT.
Con una estructura ya definida y trasladando su sede a Sanlúcar, participaron en la Fórmula 3 Española entre 2001 y 2006, siendo campeones de escuderías cada uno de esos años. Pilotos tales como Nicolas Prost, Sebastian Vettel, Sébastien Buemi, Ricardo Mauricio, Álvaro Parente, Miguel Molina, Felipe Albuquerque y Maria de Villota formaron parte de la escudería andaluza. También consiguieron el título de pilotos con Ander Vilariño en 2001, Ricardo Mauricio en 2003 y Borja García en 2004.
El equipo también participó en las World Series by Nissan en 2002 y 2003. En el primer año se alzaron con el título de equipos y en el segundo fueron subcampeones. En total, en sus primeros diez años de historia el equipo ganó once campeonatos, lo cual es un récord para un equipo de competición en un período tan breve.

### GP2 Series

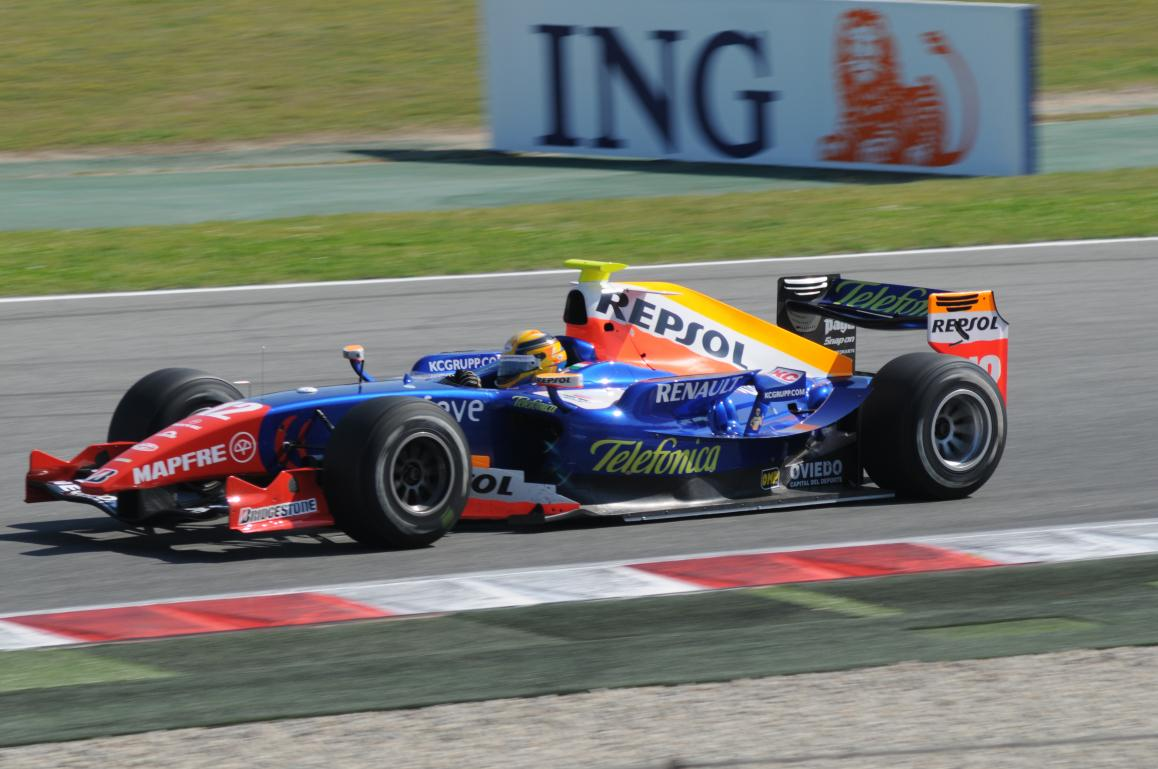
Giorgio Pantano en 2008.

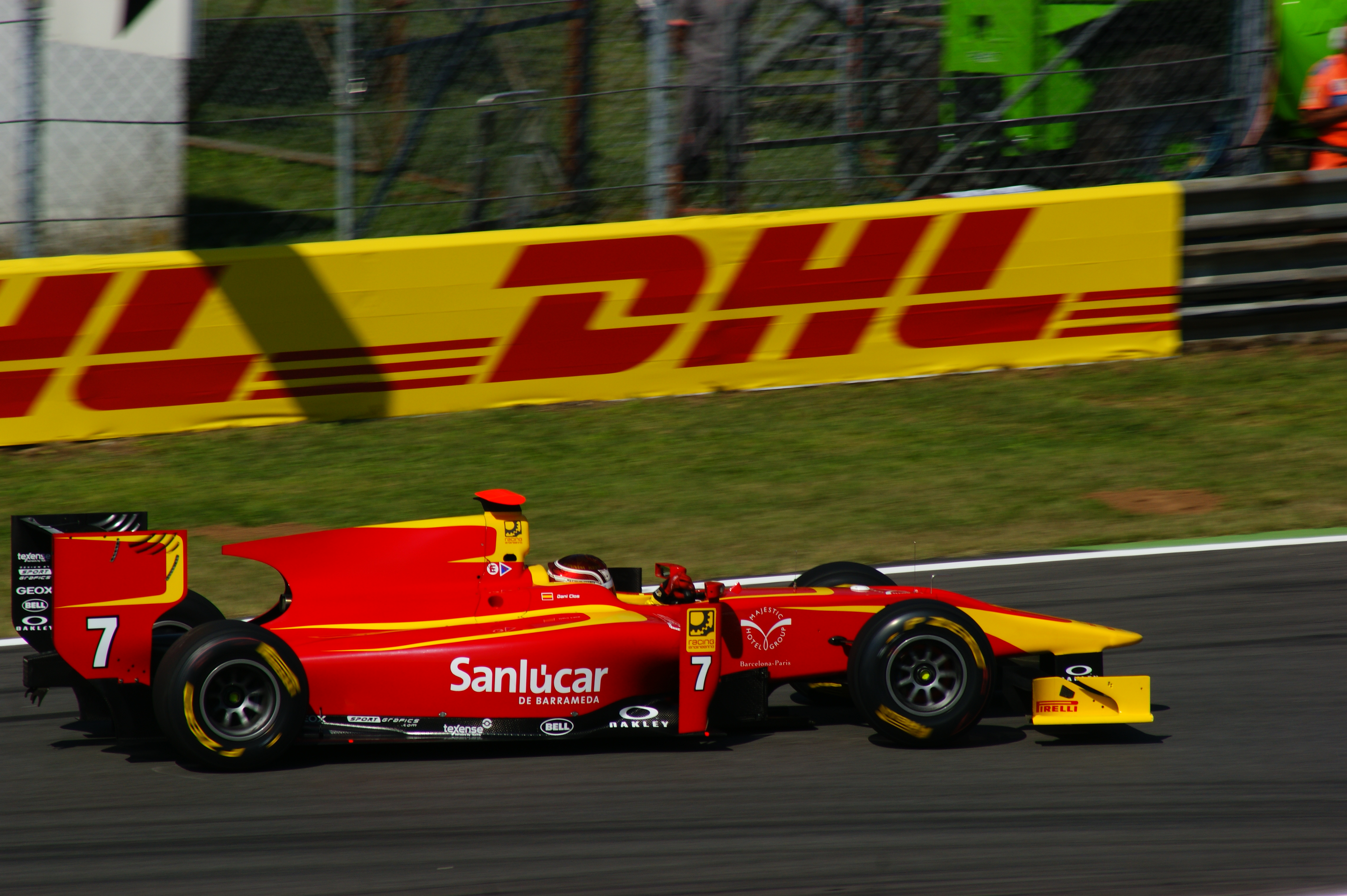
Dani Clos en 2011.

En la Temporada 2005 de GP2 Series Racing Engineering se embarcó en una nueva aventura y se unió a las recién creadas GP2 Series. Desde el 2007, todos los esfuerzos del equipo español se centran únicamente en este campeonato. Esa primera temporada contó con el suizo Neel Jani y el recién coronado campeón de España de F3 Borja García. El equipo terminó la temporada quinto en la clasificación de escuderías.
En el año 2006, firmó al británico Adam Carroll y al joven español Javier Villa. El equipo terminó el año en séptima posición. En la Temporada 2007 de GP2 continuó su andadura en la GP2 con Javier Villa que, una vez más, era el piloto más joven en la parrilla, celebrando tres victorias ese año.
Durante la Temporada 2008 de GP2 Series los pilotos fueron Javier Villa, en su tercera temporada en el campeonato con el equipo, y Giorgio Pantano. Pantano celebró una increíble temporada y consiguió el título de pilotos, mientras que el equipo terminó en cuarta posición. En 2009, firmó al joven español Dani Clos para su debut en la categoría y al brasileño Lucas Di Grassi, que también fue el tercer piloto del equipo Renault de F1. Di Grassi fue tercero en el campeonato y, de cara a la temporada 2010, se graduó a la F1.
En el año 2010, Dani Clos continuó con el equipo. Siguiendo con su política de tener a un piloto experto y a un debutante, firmó al joven alemán Christian Vietoris, subcampeón de las F3 Euroseries en el 2009, que consiguió su primera victoria en el campeonato durante la carrera sprint en Monza. Dani Clos estuvo en la lucha por el título hasta la penúltima ronda, finalmente casi obtiene el tercer puesto en el campeonato de pilotos, mientras que Racing Engineering fue cuarto en el campeonato de equipos.
En 2011 quedan terceros en el campeonato, con 2 victorias y 6 podios en total, en una temporada en la que contaron con los pilotos Dani Clos y Christian Vietoris. Al año siguiente, compitieron con el suizo Fabio Leimer y el francés Nathanaël Berthon, terminando el campeonato por equipos en cuarta posición. En la Temporada 2013 de GP2, volvió a saborear la gloria de la mano de su piloto Fabio Leimer que consiguió llevarse el título de pilotos. Gracias también al trabajo de su segundo piloto, el colombiano Julián Leal, el equipo español terminó tercero en el campeonato por equipos.
En 2014 compitió con el italiano Raffaele Marciello, piloto de la Ferrari Driver Academy y el monegasco Stefano Coletti, ese año el equipo sanluqueño acabó el campeonato en cuarta posición. En el año 2015, con Jordan King y Alexander Rossi como pilotos, la escudería andaluza se alzó con la segunda posición en el campeonato por equipos, al igual que Alexander Rossi quien consiguió un merecido segundo puesto en el campeonato de pilotos, tras haber conseguido 3 victorias y 4 pódiums. En la Temporada 2016 de GP2, Racing Engineering, compitió con el piloto inglés Jordan King por segundo año consecutivo y con con el piloto francés Norman Nato. La escudería finalizó la temporada en segunda posición en el campeonato por equipos.

### Campeonato de Fórmula 2 de la FIA
A principios de 2017 GP2 Series pasó a llamarse Fórmula 2. Durante la única temporada que compieron, el suizo Louis Delétraz, el sueco Gustav Malja y el debutante neerlandés Nyck de Vries corren para la escudería que tan solo logra ser octava en el campeonato de escuderías.

### European Le Mans Series
En 2018, la escudería deja la Fórmula 2 y da el salto al mundo de la resistencia corriendo la European Le Mans Series, con un LMP2, en el que corren un test oficial y 6 eventos oficiales de carrera  en los circuitos más reconocidos de Europa. Logran terminar subcampeones, con sus pilotos terminando terceros del campeonato. Durante 2020 prestaron apoyo técnico y logístico al team americano Dragon Speed.

### NASCAR Europea
En 2019 sorprendieron al competir en la NASCAR Whelen Euro Series, con Ander Vilariño como piloto estrella. Ánder logró terminar quinto el campeonato de pilotos y el otro piloto Romain Iannetta fue décimo. 

## Temporadas
| Temporada | Series                         | Coche                       | Rondas   | Victorias | Poles | VR | Podios | Pts.  | Pos. | Pilotos destacados           |
| --------- | ------------------------------ | --------------------------- | -------- | --------- | ----- | -- | ------ | ----- | ---- | ---------------------------- |
| 2000      | Campeonato de España de GT     | Porsche 911 GT3-R           | 4 de 6   | 0         | 0     | ?  | 3      | 138   | 8.º  |                              |
| 2000      | 24 Horas de Le Mans - GT       | Porsche 911 GT3-R           |          |           |       |    |        |       | NF   |                              |
| 2001      | Campeonato de España de GT     | Porsche 911 GT3-R           | 1 de 6   | 0         | 0     | 0  | 0      | 0     | NC   |                              |
| 2001      | 24 Horas de Le Mans - GT       | Porsche 911 GT3-R           |          |           |       |    |        |       | NF   |                              |
| 2001      | 1000km de Estoril - GT         | Porsche 911 GT3-R           |          |           |       |    |        |       | NF   |                              |
| 2001      | Campeonato de España de F3     | Dallara F300-Toyota         | 7 de 7   | 7         | 8     | 9  | 12     | 113   | 1.º  | Ander Vilariño Daniel Martín |
| 2002      | World Series by Nissan         | Dallara SN01-Nissan         | 9 de 9   | 6         | 3     | 2  | 18     | 395   | 1.º  | Franck Montagny              |
| 2002      | Campeonato de España de F3     | Dallara F300-Toyota         | 7 de 7   | 4         | 2     | 2  | 9      | 108   | 1.º  | Lucas Laserre                |
| 2003      | World Series by Nissan         | Dallara SN01-Nissan         | 9 de 9   | 3         | 3     | 3  | 9      | 238   | 2.º  | Bas Leinders                 |
| 2003      | Campeonato de España de F3     | Dallara F300-Toyota         | 7 de 7   | 6         | 4     | 2  | 11     | 119   | 1.º  | Ricardo Maurício             |
| 2004      | Campeonato de España de F3     | Dallara F300-Toyota         | 7 de 7   | 10        | 9     | 9  | 18     | 179   | 1.º  | Borja García Steven Kane     |
| 2005      | GP2 Series                     | Dallara GP2/05 - Mecachrome | 12 de 12 | 2         | 1     | 0  | 4      | 63,5  | 5.º  |                              |
| 2005      | Campeonato de España de F3     | Dallara F305-Toyota         | 8 de 8   | 8         | 9     | 7  | 17     | 252   | 1.º  | Ricardo Risatti III          |
| 2005      | Campeonato de España de F3     | Dallara F300-Toyota         | 8 de 8   | 8         | 9     | 7  | 17     | 252   | 1.º  | Ricardo Risatti III          |
| 2006      | GP2 Series                     | Dallara GP2/05 - Mecachrome | 11 de 11 | 0         | 1     | 0  | 5      | 33    | 7.º  |                              |
| 2006      | Campeonato de España de F3     | Dallara F305-Toyota         | 8 de 8   | 4         | 1     | 1  | 21     | 155   | 1.º  |                              |
| 2006      | Campeonato de España de F3     | Dallara F300-Toyota         | 1 de 8   | 4         | 1     | 1  | 21     | 155   | 1.º  |                              |
| 2007      | GP2 Series                     | Dallara GP2/05 - Mecachrome | 11 de 11 | 3         | 0     | 0  | 5      | 51    | 6.º  |                              |
| 2008      | GP2 Series                     | Dallara GP2/08 - Mecachrome | 10 de 10 | 4         | 4     | 4  | 7      | 84    | 4.º  | Giorgio Pantano              |
| 2009      | GP2 Series                     | Dallara GP2/08 - Mecachrome | 10 de 10 | 1         | 1     | 1  | 9      | 67    | 4.º  | Lucas di Grassi              |
| 2010      | GP2 Series                     | Dallara GP2/08 - Mecachrome | 10 de 10 | 2         | 1     | 1  | 8      | 80    | 4.º  |                              |
| 2011      | GP2 Series                     | Dallara GP2/11 - Mecachrome | 9 de 9   | 2         | 1     | 2  | 6      | 73    | 3.º  |                              |
| 2011      | GP2 Asia Series                | Dallara GP2/11 - Mecachrome | 2 de 2   | 1         | 0     | 0  | 1      | 8     | 9.º  |                              |
| 2012      | GP2 Series                     | Dallara GP2/11 - Mecachrome | 12 de 12 | 0         | 1     | 2  | 8      | 212   | 4.º  | Fabio Leimer                 |
| 2013      | GP2 Series                     | Dallara GP2/11 - Mecachrome | 11 de 11 | 3         | 1     | 1  | 9      | 263   | 3.º  |                              |
| 2014      | GP2 Series                     | Dallara GP2/11 - Mecachrome | 11 de 11 | 3         | 1     | 5  | 9      | 210   | 4.º  |                              |
| 2015      | GP2 Series                     | Dallara GP2/11 - Mecachrome | 11 de 11 | 3         | 1     | 0  | 8      | 241,5 | 2.º  | Alexander Rossi              |
| 2016      | GP2 Series                     | Dallara GP2/11 - Mecachrome | 11 de 11 | 4         | 1     | 2  | 10     | 258   | 2.º  |                              |
| 2017      | FIA Fórmula 2                  | Dallara GP2/11 - Mecachrome | 11 de 11 | 0         | 0     | 2  | 1      | 87    | 8.º  |                              |
| 2018      | European Le Mans Series - LMP2 | Oreca 07                    | 6 de 6   | 1         | 0     | 2  | 2      | 66    | 2.º  |                              |
| 2019      | NASCAR Whelen Euro Series      | Ford Mustang EuroNASCAR FJ  | 7 de 7   | 2         | 4     | 3  | 7      | 928   | 3.º  |                              |
| Total     |                                |                             |          | 79        | 57    | 60 | 217    |       |      | 5 , 4                        |

## Resultados

### GP2 Series
(Clave) (negrita indica pole position) (cursiva indica vuelta rápida puntuable)

| Año  | Chasis                                 | Neu. | N.º | Pilotos            | 1   | 1   | 2   | 2   | 3   | 3   | 4   | 4   | 5   | 5   | 6   | 6   | 7   | 7   | 8   | 8   | 9   | 9   | 10  | 10  | 11  | 11  | 12  | 12  | Puntos | Pos. | Ref.   |
| ---- | -------------------------------------- | ---- | --- | ------------------ | --- | --- | --- | --- | --- | --- | --- | --- | --- | --- | --- | --- | --- | --- | --- | --- | --- | --- | --- | --- | --- | --- | --- | --- | ------ | ---- | ------ |
| 2005 | Dallara GP2/05 Mecachrome V8108 GP2 V8 | B    |     |                    | IMO | IMO | BAR | BAR | MON | MON | NÜR | NÜR | MAG | MAG | SIL | SIL | HOC | HOC | BUD | BUD | EST | EST | MNZ | MNZ | SPA | SPA | SAK | SAK | 65.5   | 5.º  | [ 6 ]  |
| 2005 | Dallara GP2/05 Mecachrome V8108 GP2 V8 | B    | 18  | Neel Jani          | 6   | 15  | 4   | 5   | Ret | Ret | 6   | 13† | 5   | 4   | 5   | 6   | Ret | 22  | 1   | 4   | Ret | Ret | 7   | 1   | 16  | 18  | 16  | 13  | 65.5   | 5.º  | [ 6 ]  |
| 2005 | Dallara GP2/05 Mecachrome V8108 GP2 V8 | B    | 19  | Borja García       | Ret | 10  | Ret | 10  | 10† | 10† | Ret | EX  | Ret | 12  | 17  | 9   | 7   | 5   | 11  | Ret | 3   | 5   | Ret | 10  | 6   | 2   | 19  | 17  | 65.5   | 5.º  | [ 6 ]  |
| 2006 | Dallara GP2/05 Mecachrome V8108 GP2 V8 | B    |     |                    | VAL | VAL | IMO | IMO | NÜR | NÜR | BAR | BAR | MON | MON | SIL | SIL | MAG | MAG | HOC | HOC | BUD | BUD | EST | EST | MNZ | MNZ |     |     | 33     | 7.º  | [ 7 ]  |
| 2006 | Dallara GP2/05 Mecachrome V8108 GP2 V8 | B    | 9   | Adam Carroll       | 14  | Ret | Ret | 12  | 3   | 5   | 10  | 12  | Ret | Ret | 3   | 2   | 20  | 14  | 6   | 8   | 7   | Ret | 6   | 3   | Ret | Ret |     |     | 33     | 7.º  | [ 7 ]  |
| 2006 | Dallara GP2/05 Mecachrome V8108 GP2 V8 | B    | 10  | Javier Villa       | 18  | 9   | 13  | 18  | 9   | 20  | 14  | 15  | Ret | Ret | 14  | 13  | 17  | 16  | 11  | 13  | Ret | 15† | 15  | 16  | 9   | Ret |     |     | 33     | 7.º  | [ 7 ]  |
| 2007 | Dallara GP2/05 Mecachrome V8108 GP2 V8 | B    |     |                    | SAK | SAK | BAR | BAR | MON | MON | MAG | MAG | SIL | SIL | NÜR | NÜR | BUD | BUD | EST | EST | MNZ | MNZ | SPA | SPA | VAL | VAL |     |     | 51     | 6.º  | [ 8 ]  |
| 2007 | Dallara GP2/05 Mecachrome V8108 GP2 V8 | B    | 14  | Javier Villa       | Ret | 10  | 8   | 2   | Ret | Ret | 7   | 1   | 13  | 22† | 8   | 1   | 8   | 1   | 12  | Ret | 6   | Ret | 4   | 15  | 8   | 2   |     |     | 51     | 6.º  | [ 8 ]  |
| 2007 | Dallara GP2/05 Mecachrome V8108 GP2 V8 | B    | 15  | Sérgio Jiménez     | 19† | Ret | 7   | 5   | 17† | 17† |     |     |     |     |     |     |     |     |     |     |     |     |     |     |     |     |     |     | 51     | 6.º  | [ 8 ]  |
| 2007 | Dallara GP2/05 Mecachrome V8108 GP2 V8 | B    | 15  | Ernesto Viso       |     |     |     |     |     |     | Ret | DNS |     |     | 14  | 8   |     |     |     |     |     |     |     |     |     |     |     |     | 51     | 6.º  | [ 8 ]  |
| 2007 | Dallara GP2/05 Mecachrome V8108 GP2 V8 | B    | 15  | Filipe Albuquerque |     |     |     |     |     |     |     |     | 15  | 14  |     |     |     |     |     |     |     |     |     |     |     |     |     |     | 51     | 6.º  | [ 8 ]  |
| 2007 | Dallara GP2/05 Mecachrome V8108 GP2 V8 | B    | 15  | Marcos Martínez    |     |     |     |     |     |     |     |     |     |     |     |     | DNQ | DNQ | 13  | Ret | Ret | Ret | Ret | Ret | 4   | 22  |     |     | 51     | 6.º  | [ 8 ]  |
| 2008 | Dallara GP2/08 Mecachrome V8108 GP2 V8 | B    |     |                    | BAR | BAR | EST | EST | MON | MON | MAG | MAG | SIL | SIL | HOC | HOC | BUD | BUD | VAL | VAL | SPA | SPA | MNZ | MNZ |     |     |     |     | 84     | 4.º  | [ 9 ]  |
| 2008 | Dallara GP2/08 Mecachrome V8108 GP2 V8 | B    | 11  | Javier Villa       | 14  | 6   | 7   | 15  | 14  | 13  | 14  | 10  | 13  | Ret | 10† | 5   | 13  | 6   | Ret | 5   | 17  | 8   | Ret | EX  |     |     |     |     | 84     | 4.º  | [ 9 ]  |
| 2008 | Dallara GP2/08 Mecachrome V8108 GP2 V8 | B    | 12  | Giorgio Pantano    | 4   | 3   | 1   | 4   | Ret | Ret | 1   | Ret | 1   | 3   | 1   | Ret | 14  | 5   | 14† | 3   | DSQ | EX  | 10  | 5   |     |     |     |     | 84     | 4.º  | [ 9 ]  |
| 2009 | Dallara GP2/08 Mecachrome V8108 GP2 V8 | B    |     |                    | BAR | BAR | MON | MON | EST | EST | SIL | SIL | NÜR | NÜR | BUD | BUD | VAL | VAL | SPA | SPA | MNZ | MNZ | ALG | ALG |     |     |     |     | 67     | 4.º  | [ 10 ] |
| 2009 | Dallara GP2/08 Mecachrome V8108 GP2 V8 | B    | 7   | Lucas Di Grassi    | Ret | 10  | 4   | 4   | 8   | 1   | 2   | 19  | 7   | Ret | 2   | 3   | 19† | Ret | 3   | Ret | 3   | 2   | 3   | 15  |     |     |     |     | 67     | 4.º  | [ 10 ] |
| 2009 | Dallara GP2/08 Mecachrome V8108 GP2 V8 | B    | 8   | Dani Clos          | Ret | 19  | Ret | Ret | 12  | 7   | 13  | Ret | 16  | 8   | 11  | 11  | Ret | Ret | 10  | Ret | 15  | Ret | 9   | 3   |     |     |     |     | 67     | 4.º  | [ 10 ] |
| 2010 | Dallara GP2/08 Mecachrome V8108 GP2 V8 | B    |     |                    | BAR | BAR | MON | MON | EST | EST | VAL | VAL | SIL | SIL | HOC | HOC | BUD | BUD | SPA | SPA | MNZ | MNZ | YMC | YMC |     |     |     |     | 80     | 4.º  | [ 11 ] |
| 2010 | Dallara GP2/08 Mecachrome V8108 GP2 V8 | B    | 7   | Dani Clos          | 3   | 6   | 3   | Ret | 8   | 1   | 5   | 7   | 3   | 3   | 4   | 6   | 16  | 7   | Ret | DNS | Ret | 12  | 4   | 4   |     |     |     |     | 80     | 4.º  | [ 11 ] |
| 2010 | Dallara GP2/08 Mecachrome V8108 GP2 V8 | B    | 8   | Christian Vietoris | Ret | 18  | 14  | DNS | 7   | Ret | 12  | Ret | 6   | 10  | Ret | 10  | 2   | 2   | 11  | Ret | 4   | 1   |     |     |     |     |     |     | 80     | 4.º  | [ 11 ] |
| 2010 | Dallara GP2/08 Mecachrome V8108 GP2 V8 | B    | 8   | Ho-Pin Tung        |     |     |     |     |     |     |     |     |     |     |     |     |     |     |     |     |     |     | Ret | 13  |     |     |     |     | 80     | 4.º  | [ 11 ] |
| 2011 | Dallara GP2/11 Mecachrome V8108 GP2 V8 | P    |     |                    | EST | EST | BAR | BAR | MON | MON | VAL | VAL | SIL | SIL | NÜR | NÜR | BUD | BUD | SPA | SPA | MNZ | MNZ |     |     |     |     |     |     | 73     | 3.º  | [ 12 ] |
| 2011 | Dallara GP2/11 Mecachrome V8108 GP2 V8 | P    | 7   | Dani Clos          | 8   | 15  | 6   | 2   | Ret | 18  | 4   | 5   | 6   | 2   | 7   | Ret | 10  | Ret | 6   | 6   | 13  | 7   |     |     |     |     |     |     | 73     | 3.º  | [ 12 ] |
| 2011 | Dallara GP2/11 Mecachrome V8108 GP2 V8 | P    | 8   | Christian Vietoris | 11  | Ret |     |     |     |     | Ret | 13  | 2   | 7   | Ret | 4   | 8   | 10  | 1   | 13  | 6   | 1   |     |     |     |     |     |     | 73     | 3.º  | [ 12 ] |
| 2011 | Dallara GP2/11 Mecachrome V8108 GP2 V8 | P    | 8   | Álvaro Parente     |     |     | 11  | 7   | 2   | 16  |     |     |     |     |     |     |     |     |     |     |     |     |     |     |     |     |     |     | 73     | 3.º  | [ 12 ] |
| 2012 | Dallara GP2/11 Mecachrome V8108 GP2 V8 | P    |     |                    | KUA | KUA | SAK | SAK | SAK | SAK | BAR | BAR | MON | MON | VAL | VAL | SIL | SIL | HOC | HOC | BUD | BUD | SPA | SPA | MNZ | MNZ | SIN | SIN | 212    | 4.º  | [ 13 ] |
| 2012 | Dallara GP2/11 Mecachrome V8108 GP2 V8 | P    | 5   | Fabio Leimer       | 4   | 6   | 7   | 12  | 2   | 8   | 12  | 11  | 18  | Ret | 4   | 3   | 14  | 9   | 2   | 4   | 9   | 14  | Ret | 5   | 5   | 2   | 3   | 3   | 212    | 4.º  | [ 13 ] |
| 2012 | Dallara GP2/11 Mecachrome V8108 GP2 V8 | P    | 6   | Nathanaël Berthon  | 11  | 8   | 21† | Ret | 12  | 10  | 5   | 2   | 9   | 7   | 6   | 5   | 12  | 14  | 15  | 9   | 7   | 2   | 14  | 19  | 15  | 15  | 10  | 15  | 212    | 4.º  | [ 13 ] |
| 2013 | Dallara GP2/11 Mecachrome V8108 GP2 V8 | P    |     |                    | KUA | KUA | SAK | SAK | BAR | BAR | MON | MON | SIL | SIL | NÜR | NÜR | BUD | BUD | SPA | SPA | MNZ | MNZ | SIN | SIN | YMC | YMC |     |     | 263    | 3.º  | [ 14 ] |
| 2013 | Dallara GP2/11 Mecachrome V8108 GP2 V8 | P    | 7   | Julián Leal        | 5   | Ret | 19  | 16  | 13  | 25† | Ret | 14  | 8   | 4   | 22  | 12  | 15  | 21  | 6   | 2   | 5   | 3   | Ret | 12  | 16  | 10  |     |     | 263    | 3.º  | [ 14 ] |
| 2013 | Dallara GP2/11 Mecachrome V8108 GP2 V8 | P    | 8   | Fabio Leimer       | 1   | 12  | 1   | 9   | 18  | 9   | Ret | 13  | 4   | 15  | 4   | 3   | 4   | 3   | 4   | 5   | 1   | 6   | 5   | 3   | 4   | 3   |     |     | 263    | 3.º  | [ 14 ] |
| 2014 | Dallara GP2/11 Mecachrome V8108 GP2 V8 | P    |     |                    | SAK | SAK | BAR | BAR | MON | MON | SPI | SPI | SIL | SIL | HOC | HOC | BUD | BUD | SPA | SPA | MNZ | MNZ | SOC | SOC | YMC | YMC |     |     | 210    | 4.º  | [ 15 ] |
| 2014 | Dallara GP2/11 Mecachrome V8108 GP2 V8 | P    | 5   | Raffaele Marciello | 18  | 24  | Ret | 16  | 12  | 19  | 3   | 3   | Ret | Ret | 17  | Ret | 19  | 8   | 1   | 14  | Ret | 18  | 3   | Ret | 11  | 7   |     |     | 210    | 4.º  | [ 15 ] |
| 2014 | Dallara GP2/11 Mecachrome V8108 GP2 V8 | P    | 6   | Stefano Coletti    | 4   | 23  | 16  | 8   | Ret | 9   | 4   | 2   | 4   | 2   | 4   | 1   | 18  | Ret | Ret | 7   | 9   | 2   | Ret | 8   | 7   | 1   |     |     | 210    | 4.º  | [ 15 ] |
| 2015 | Dallara GP2/11 Mecachrome V8108 GP2 V8 | P    |     |                    | SAK | SAK | BAR | BAR | MON | MON | SPI | SPI | SIL | SIL | BUD | BUD | SPA | SPA | MNZ | MNZ | SOC | SOC | SAK | SAK | YMC | YMC |     |     | 241.5  | 2.º  | [ 16 ] |
| 2015 | Dallara GP2/11 Mecachrome V8108 GP2 V8 | P    | 7   | Jordan King        | 4   | 9   | 14  | 11  | 9   | Ret | 12  | 7   | 22† | 10  | 6   | 12  | 8   | 2   | 8   | Ret | Ret | 15  | 9   | 6   | 6   | C   |     |     | 241.5  | 2.º  | [ 16 ] |
| 2015 | Dallara GP2/11 Mecachrome V8108 GP2 V8 | P    | 8   | Alexander Rossi    | 3   | 4   | 3   | 4   | 2   | 7   | 6   | 8   | 2   | 4   | 12  | 19  | 6   | 1   | 1   | Ret | 1   | 6   | 18  | 9   | 4   | C   |     |     | 241.5  | 2.º  | [ 16 ] |
| 2016 | Dallara GP2/11 Mecachrome V8108 GP2 V8 | P    |     |                    | BAR | BAR | MON | MON | BAK | BAK | SPI | SPI | SIL | SIL | BUD | BUD | HOC | HOC | SPA | SPA | MNZ | MNZ | KUA | KUA | YMC | YMC |     |     | 258    | 2.º  | [ 17 ] |
| 2016 | Dallara GP2/11 Mecachrome V8108 GP2 V8 | P    | 3   | Norman Nato        | 1   | 16  | 2   | 6   | Ret | Ret | 7   | 12  | 7   | 22† | 7   | 3   | Ret | 18  | Ret | 8   | 5   | 1   | 3   | Ret | 6   | 5   |     |     | 258    | 2.º  | [ 17 ] |
| 2016 | Dallara GP2/11 Mecachrome V8108 GP2 V8 | P    | 4   | Jordan King        | 7   | 3   | Ret | 16  | 12† | 4   | 8   | 1   | 8   | 1   | 8   | 2   | 15  | 11  | 2   | 12  | 7   | 4   | 5   | 14  | 13  | 10  |     |     | 258    | 2.º  | [ 17 ] |

### GP2 Asia Series
(Clave) (negrita indica pole position) (cursiva indica vuelta rápida puntuable)

| Año  | Chasis                                 | Neu. | N.º | Pilotos           | 1   | 1   | 2   | 2   | Puntos | Pos. | Ref.   |
| ---- | -------------------------------------- | ---- | --- | ----------------- | --- | --- | --- | --- | ------ | ---- | ------ |
| 2011 | Dallara GP2/11 Mecachrome V8108 GP2 V8 | P    |     |                   | YMC | YMC | IMO | IMO | 8      | 9.º  | [ 18 ] |
| 2011 | Dallara GP2/11 Mecachrome V8108 GP2 V8 | P    | 22  | Nathanaël Berthon | Ret | 14  | Ret | 13  | 8      | 9.º  | [ 18 ] |
| 2011 | Dallara GP2/11 Mecachrome V8108 GP2 V8 | P    | 23  | Dani Clos         | Ret | 22  | 7   | 1   | 8      | 9.º  | [ 18 ] |

### Campeonato de Fórmula 2 de la FIA
(Clave) (negrita indica pole position) (cursiva indica vuelta rápida puntuable)

| Año  | Chasis                                 | Neu. | N.º | Pilotos        | 1   | 1   | 2   | 2   | 3   | 3   | 4   | 4   | 5   | 5   | 6   | 6   | 7   | 7   | 8   | 8   | 9   | 9   | 10  | 10  | 11  | 11  | Puntos | Pos. | Ref.   |
| ---- | -------------------------------------- | ---- | --- | -------------- | --- | --- | --- | --- | --- | --- | --- | --- | --- | --- | --- | --- | --- | --- | --- | --- | --- | --- | --- | --- | --- | --- | ------ | ---- | ------ |
| 2017 | Dallara GP2/11 Mecachrome V8108 GP2 V8 | P    |     |                | SAK | SAK | BAR | BAR | MON | MON | BAK | BAK | SPI | SPI | SIL | SIL | BUD | BUD | SPA | SPA | MNZ | MNZ | JER | JER | YMC | YMC | 87     | 8.º  | [ 19 ] |
| 2017 | Dallara GP2/11 Mecachrome V8108 GP2 V8 | P    | 3   | Louis Delétraz | 20  | 12  | 11  | 14  | 15  | 16  | Ret | 16  | 17  | 13  | 12  | 13  | 10  | 12  |     |     |     |     |     |     |     |     | 87     | 8.º  | [ 19 ] |
| 2017 | Dallara GP2/11 Mecachrome V8108 GP2 V8 | P    | 3   | Nyck de Vries  |     |     |     |     |     |     |     |     |     |     |     |     |     |     | 5   | 2   | 18  | 12  | 13  | 6   | 4   | 9   | 87     | 8.º  | [ 19 ] |
| 2017 | Dallara GP2/11 Mecachrome V8108 GP2 V8 | P    | 4   | Gustav Malja   | 18  | 13  | 7   | 6   | 6   | 3   | 11  | 13  | 12  | 15  | 14  | 9   | 13  | NC  | 4   | 11  | 8   | 18  | 14  | 18  | 11  | 17  | 87     | 8.º  | [ 19 ] |